# Campionat del Món de motocròs 1979
La temporada de 1979 del Campionat del Món de motocròs fou la 23a edició d'aquest campionat, organitzat per la FIM. El calendari oficial constava de 12 Grans Premis, celebrats entre el 23 d'abril i el 12 d'agost.
Aquella temporada es produí el millor resultat en Gran Premi fins aleshores d'un pilot català, quan Toni Elías, pilotant la Bultaco Pursang, fou segon a la segona mànega de la prova inaugural del campionat: el Gran Premi d'Espanya de 250 cc, celebrat al Circuit del Vallès.

## Sistema de puntuació
Barem de puntuació de 1977 a 1983:
| Posició | 1  | 2  | 3  | 4 | 5 | 6 | 7 | 8 | 9 | 10 |
| Punts   | 15 | 12 | 10 | 8 | 6 | 5 | 4 | 3 | 2 | 1  |

| Resultats que computen |
| Totes les mànegues     |

## 500 cc

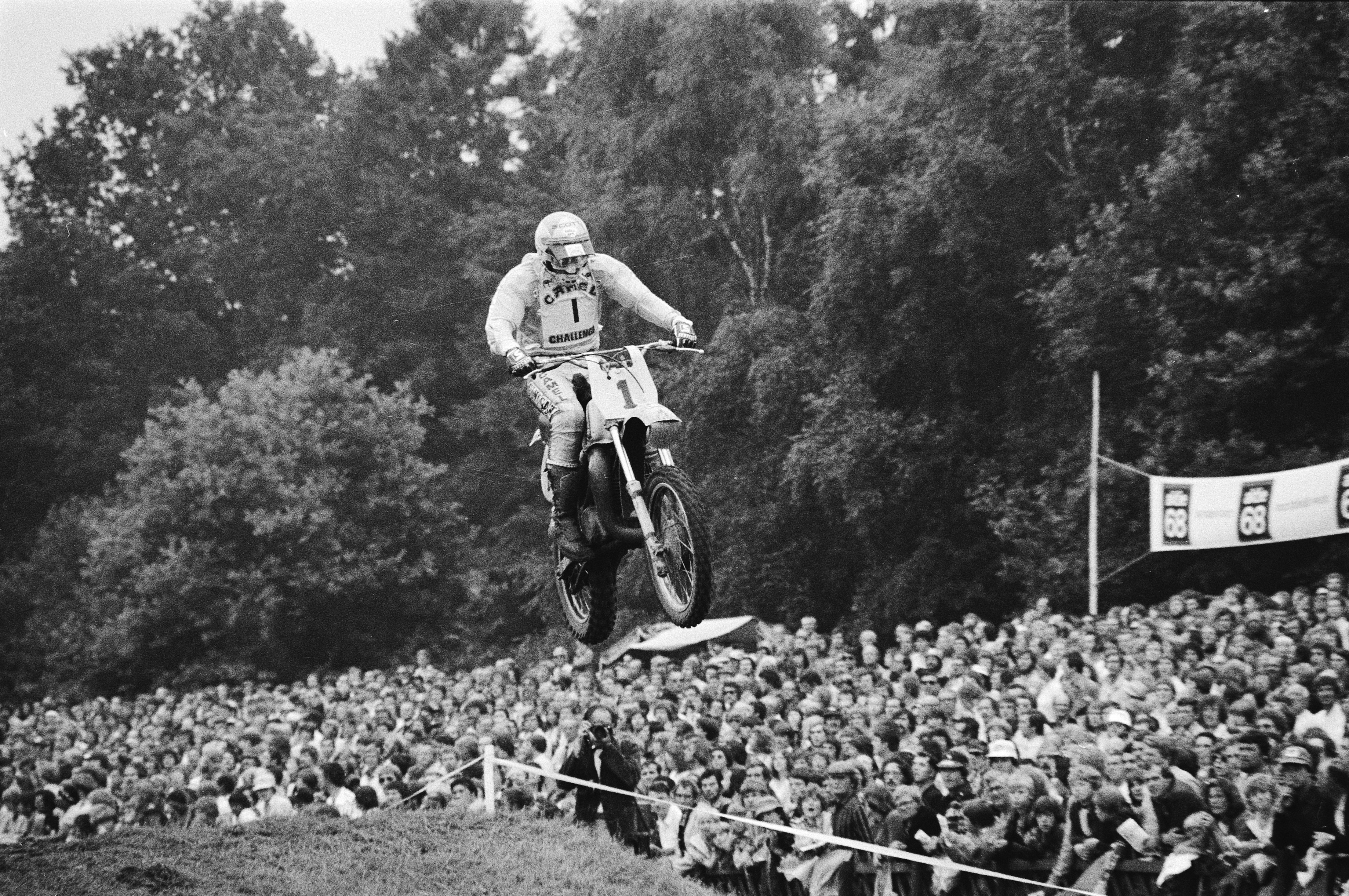
Gerrit Wolsink al GP dels Països Baixos de 500cc (Markelo, 29/7/1979)

### Grans Premis
| Ronda | Data         | Gran Premi                    | Lloc            | 1a mànega           | 2a mànega      | Guanyador          | Resultats |
| ----- | ------------ | ----------------------------- | --------------- | ------------------- | -------------- | ------------------ | --------- |
| 1     | 22 d'abril   | Gran Premi d'Àustria          | Sittendorf      | Yvan van den Broeck | Brad Lackey    | Graham Noyce       | Resultat  |
| 2     | 29 d'abril   | Gran Premi de França          | Thours          | Jean-Jacques Bruno  | Brad Lackey    | Brad Lackey        | Resultat  |
| 3     | 13 de maig   | Gran Premi de Suècia          | Huskvarna       | Brad Lackey         | Gerrit Wolsink | Gerrit Wolsink     | Resultat  |
| 4     | 27 de maig   | Gran Premi d'Itàlia           | Faenza          | Heikki Mikkola      | Heikki Mikkola | Heikki Mikkola     | Resultat  |
| 5     | 10 de juny   | Gran Premi dels Estats Units  | Carlsbad        | Gerrit Wolsink      | Brad Lackey    | Gerrit Wolsink     | Resultat  |
| 6     | 17 de juny   | Gran Premi del Canadà         | Mosport         | Graham Noyce        | Gerrit Wolsink | Gerrit Wolsink     | Resultat  |
| 7     | 24 de juny   | Gran Premi d'Alemanya         | Beuern          | Jean-Jacques Bruno  | André Malherbe | Jean-Jacques Bruno | Resultat  |
| 8     | 1 de juliol  | Gran Premi de Gran Bretanya   | Farleigh Castle | Brad Lackey         | Graham Noyce   | Graham Noyce       | Resultat  |
| 9     | 8 de juliol  | Gran Premi de Suïssa          | Payerne         | Heikki Mikkola      | Heikki Mikkola | Heikki Mikkola     | Resultat  |
| 10    | 29 de juliol | Gran Premi dels Països Baixos | Markelo         | Graham Noyce        | Gerrit Wolsink | Gerrit Wolsink     | Resultat  |
| 11    | 5 d'agost    | Gran Premi de Bèlgica         | Namur           | Roger De Coster     | André Malherbe | André Malherbe     | Resultat  |
| 12    | 12 d'agost   | Gran Premi de Luxemburg       | Ettelbruck      | Brad Lackey         | André Malherbe | André Malherbe     | Resultat  |

### Classificació final
| Posició | Pilot               | Motocicleta | Punts |
| ------- | ------------------- | ----------- | ----- |
| 1       | Graham Noyce        | Honda       | 225   |
| 2       | Gerrit Wolsink      | Suzuki      | 177   |
| 3       | André Malherbe      | Honda       | 176   |
| 4       | Brad Lackey         | Kawasaki    | 173   |
| 5       | Heikki Mikkola      | Yamaha      | 147   |
| 6       | Roger De Coster     | Suzuki      | 125   |
| 7       | André Vromans       | Suzuki      | 86    |
| 8       | Jean-Jacques Bruno  | KTM         | 85    |
| 9       | Ivan Van Den Broeck | Maico       | 75    |
| 10      | Gerard Rond         | Suzuki      | 71    |

## 250 cc

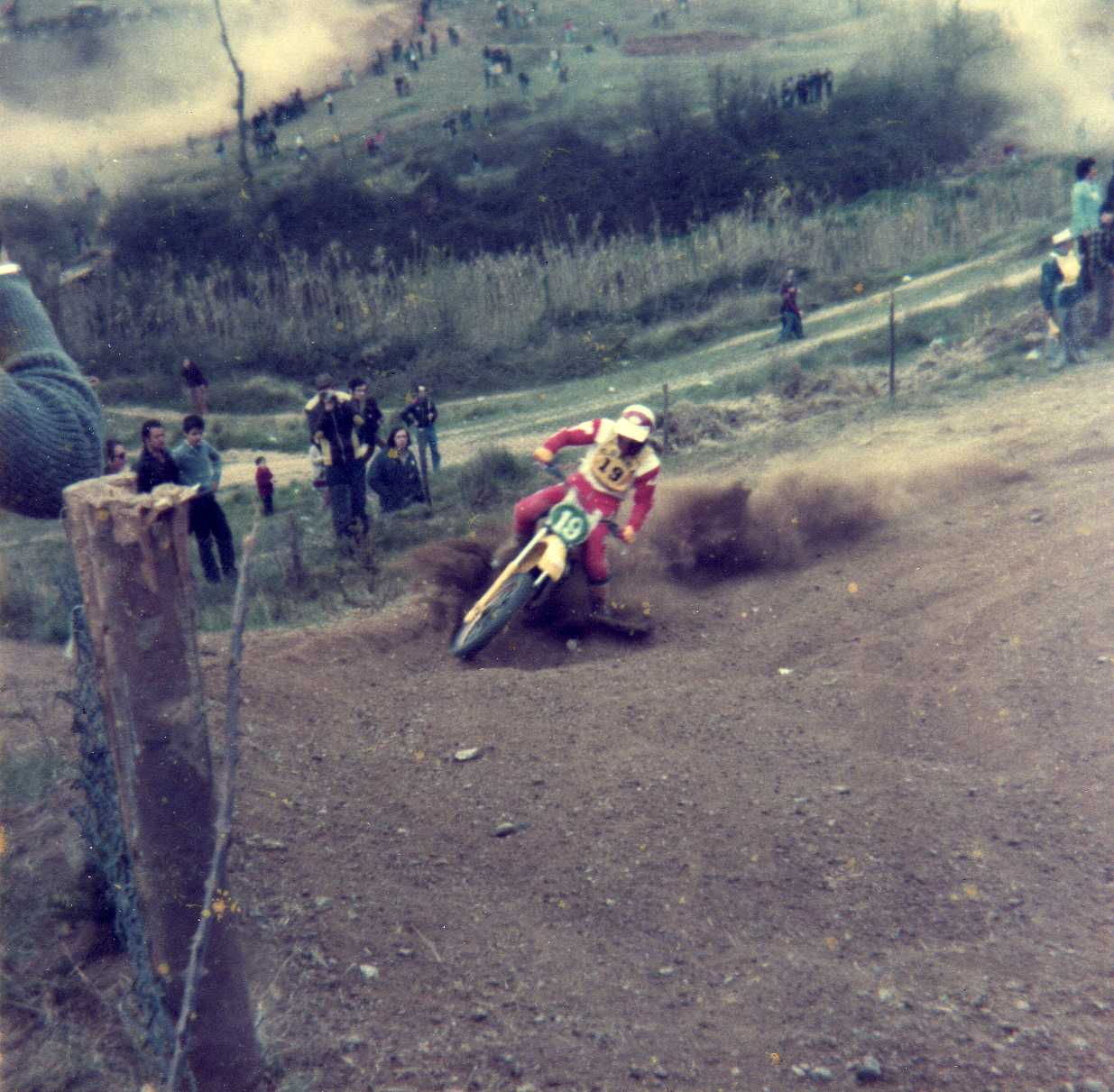
Marty Moates al GP d'Espanya de 250cc (Circuit del Vallès,)

### Grans Premis
| Ronda | Data         | Gran Premi                    | Lloc              | Guanyador         | Equip     | Resultats |
| ----- | ------------ | ----------------------------- | ----------------- | ----------------- | --------- | --------- |
| 1     | 8 d'abril    | Gran Premi d'Espanya          | Sabadell-Terrassa | Håkan Carlqvist   | Husqvarna | Resultat  |
| 2     | 22 d'abril   | Gran Premi dels Països Baixos | Halle             | Håkan Carlqvist   | Husqvarna | Resultat  |
| 3     | 29 d'abril   | Gran Premi d'Itàlia           | Bra               | Neil Hudson       | Maico     | Resultat  |
| 4     | 6 de maig    | Gran Premi de Bèlgica         | Genk              | Harry Everts      | Suzuki    | Resultat  |
| 5     | 20 de maig   | Gran Premi de Iugoslàvia      | Karlovac          | Neil Hudson       | Maico     | Resultat  |
| 6     | 27 de maig   | Gran Premi de Txecoslovàquia  | Holice            | Håkan Carlqvist   | Husqvarna | Resultat  |
| 7     | 10 de juny   | Gran Premi de Polònia         | Szczecin          | Håkan Carlqvist   | Husqvarna | Resultat  |
| 8     | 17 de juny   | Gran Premi de França          | Lavaur            | Håkan Carlqvist   | Husqvarna | Resultat  |
| 9     | 1 de juliol  | Gran Premi de Finlàndia       | Hyvinkää          | Kees van der Ven  | Maico     | Resultat  |
| 10    | 29 de juliol | Gran Premi dels Estats Units  | Unadilla          | Kent Howerton     | Suzuki    | Resultat  |
| 11    | 5 d'agost    | Gran Premi d'Alemanya         | Bielstein         | Håkan Carlqvist   | Husqvarna | Resultat  |
| 12    | 12 d'agost   | Gran Premi de Bulgària        | Samokov           | Guennady Moisseev | KTM       | Resultat  |

### Classificació final
| Posició | Pilot               | Motocicleta | Punts |
| ------- | ------------------- | ----------- | ----- |
| 1       | Håkan Carlqvist     | Husqvarna   | 248   |
| 2       | Neil Hudson         | Maico       | 178   |
| 3       | Vladímir Kàvinov    | KTM         | 131   |
| 4       | Guennadi Moisséiev  | KTM         | 126   |
| 5       | Kees Van Der Ven    | Maico       | 106   |
| 6       | Rolf Dieffenbach    | Kawasaki    | 101   |
| 7       | Georges Jobé        | Suzuki      | 71    |
| 8       | Jean-Claude Laquaye | SWM         | 66    |
| 9       | Jaak Van Velthoven  | KTM         | 61    |
| 10      | Jaroslav Falta      | ČZ          | 58    |

Notes
1. ↑  133 segons altres fonts.
2. ↑  99 segons altres fonts.

## 125 cc
Harry Everts, que acabava de fitxar per Suzuki després d'haver deixat Bultaco pels problemes econòmics del fabricant català, guanyà el primer dels seus tres títols mundials consecutius en 125 cc, afegits al de 250 cc que havia guanyat la temporada de 1975.

### Grans Premis
| Ronda | Data         | Gran Premi                    | Lloc           | Guanyador      | Equip  | Resultats |
| ----- | ------------ | ----------------------------- | -------------- | -------------- | ------ | --------- |
| 1     | 8 d'abril    | Gran Premi d'Àustria          | Launsdorf      | Harry Everts   | Suzuki | Resultat  |
| 2     | 15 d'abril   | Gran Premi d'Alemanya         | Goldbach       | Harry Everts   | Suzuki | Resultat  |
| 3     | 13 de maig   | Gran Premi dels Països Baixos | Mill           | Harry Everts   | Suzuki | Resultat  |
| 4     | 20 de maig   | Gran Premi d'Itàlia           | Esanatoglia    | Akira Watanabe | Suzuki | Resultat  |
| 5     | 10 de juny   | Gran Premi de Finlàndia       | Tampere        | Harry Everts   | Suzuki | Resultat  |
| 6     | 17 de juny   | Gran Premi de Txecoslovàquia  | Dalečín        | Harry Everts   | Suzuki | Resultat  |
| 7     | 24 de juny   | Gran Premi de Iugoslàvia      | Karlovac       | Harry Everts   | Suzuki | Resultat  |
| 8     | 1 de juliol  | Gran Premi de Suïssa          | Schupfart      | Gaston Rahier  | Suzuki | Resultat  |
| 9     | 8 de juliol  | Gran Premi de França          | Sucé-sur-Erdre | Harry Everts   | Suzuki | Resultat  |
| 10    | 15 de juliol | Gran Premi d'Irlanda          | Slane          | Harry Everts   | Suzuki | Resultat  |
| 11    | 22 de juliol | Gran Premi dels Estats Units  | Lexington      | Mark Barnett   | Suzuki | Resultat  |
| 12    | 12 d'agost   | Gran Premi d'Espanya          | Montgai        | Harry Everts   | Suzuki | Resultat  |

### Classificació final
| Posició | Pilot            | Motocicleta | Punts |
| ------- | ---------------- | ----------- | ----- |
| 1       | Harry Everts     | Suzuki      | 314   |
| 2       | Akira Watanabe   | Suzuki      | 236   |
| 3       | Gaston Rahier    | Yamaha      | 183   |
| 4       | Matti Autio      | Suzuki      | 132   |
| 5       | Corrado Maddii   | Aprilia     | 68    |
| 6       | Peter Groeneveld | Honda       | 62    |
| 7       | Mauro Miele      | KTM         | 61    |
| 8       | Michele Rinaldi  | TGM         | 55    |
| 9       | Robert Greisch   | Puch        | 46    |
| 10      | Göte Liljegren   | Aprilia     | 43    |

## Resum: Podi final 1979
|           | 500 cc         | 500 cc | 250 cc           | 250 cc    | 125 cc         | 125 cc |
| Campió    | Graham Noyce   | Honda  | Håkan Carlqvist  | Husqvarna | Harry Everts   | Suzuki |
| Subcampió | Gerrit Wolsink | Suzuki | Neil Hudson      | Maico     | Akira Watanabe | Suzuki |
| Tercer    | André Malherbe | Honda  | Vladímir Kàvinov | KTM       | Gaston Rahier  | Yamaha |